# Broodje Mario

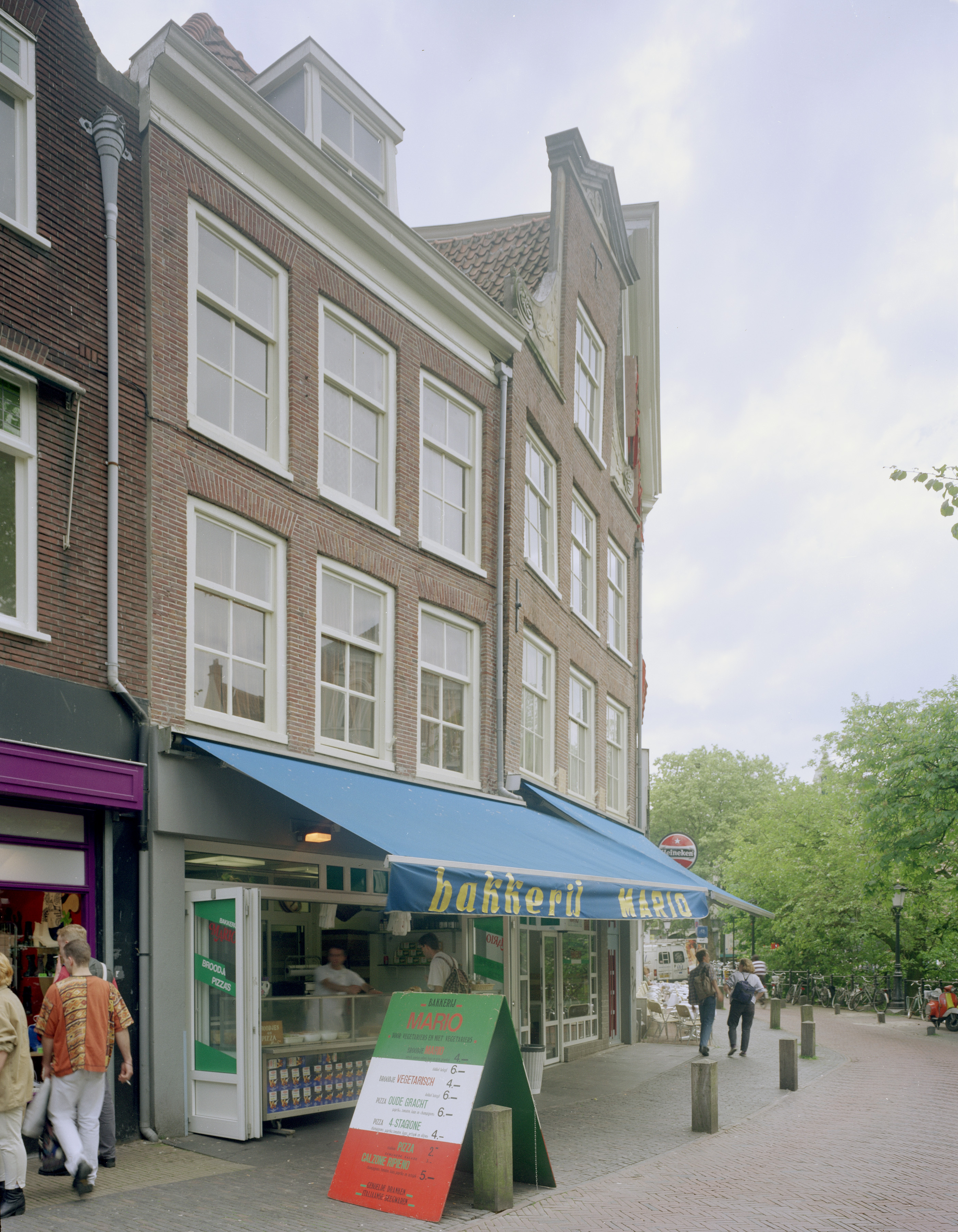
Bakkerij Mario

Broodje Mario is een in de stad Utrecht verkrijgbare Italiaanse bol belegd met kaas, twee soorten salami, chorizo, rauwkost en een groene peper. Het broodje is bedacht door de uit Italië afkomstige pizzabakker Mario Nistro, die het in 1977 in Utrecht introduceerde in zijn pizzeria aan toen nog de Mariaplaats. Nistro overleed in 2013 op 73-jarige leeftijd, sindsdien leiden zijn zoons de zaak.
Op meerdere plaatsen in Utrecht worden broodjes volgens hetzelfde recept verkocht, maar alleen het originele Broodje Mario van de bakkerij en kraam aan de Oudegracht mag juridisch 'Broodje Mario' genoemd worden, daar zijn zelfs rechtszaken over gevoerd.
De klant heeft de keus of hij een pepertje bij het beleg wil hebben. Dat was in de beginjaren anders. Toen lag de Oudegracht rond de kraam bezaaid met pepertjes, weggegooid door mensen die het voor die tijd bijzondere pepertje niet bliefden. Besloten is toen het alleen nog op verzoek toe te voegen.
In december 2020 bleek bij een televisieoptreden dat de net aangestelde burgemeester van Utrecht Sharon Dijksma het broodje nog niet goed kende. Haar uitgesproken vermoeden dat er 'een hoop vette kledder' op zou zitten, leidde in de stad tot enige verontwaardiging. Ook interviewer Jeroen Pauw gaf door zijn opmerking "dat men ze vaak eet na een flinke alcoholconsumptie" aan niet echt op de hoogte te zijn.

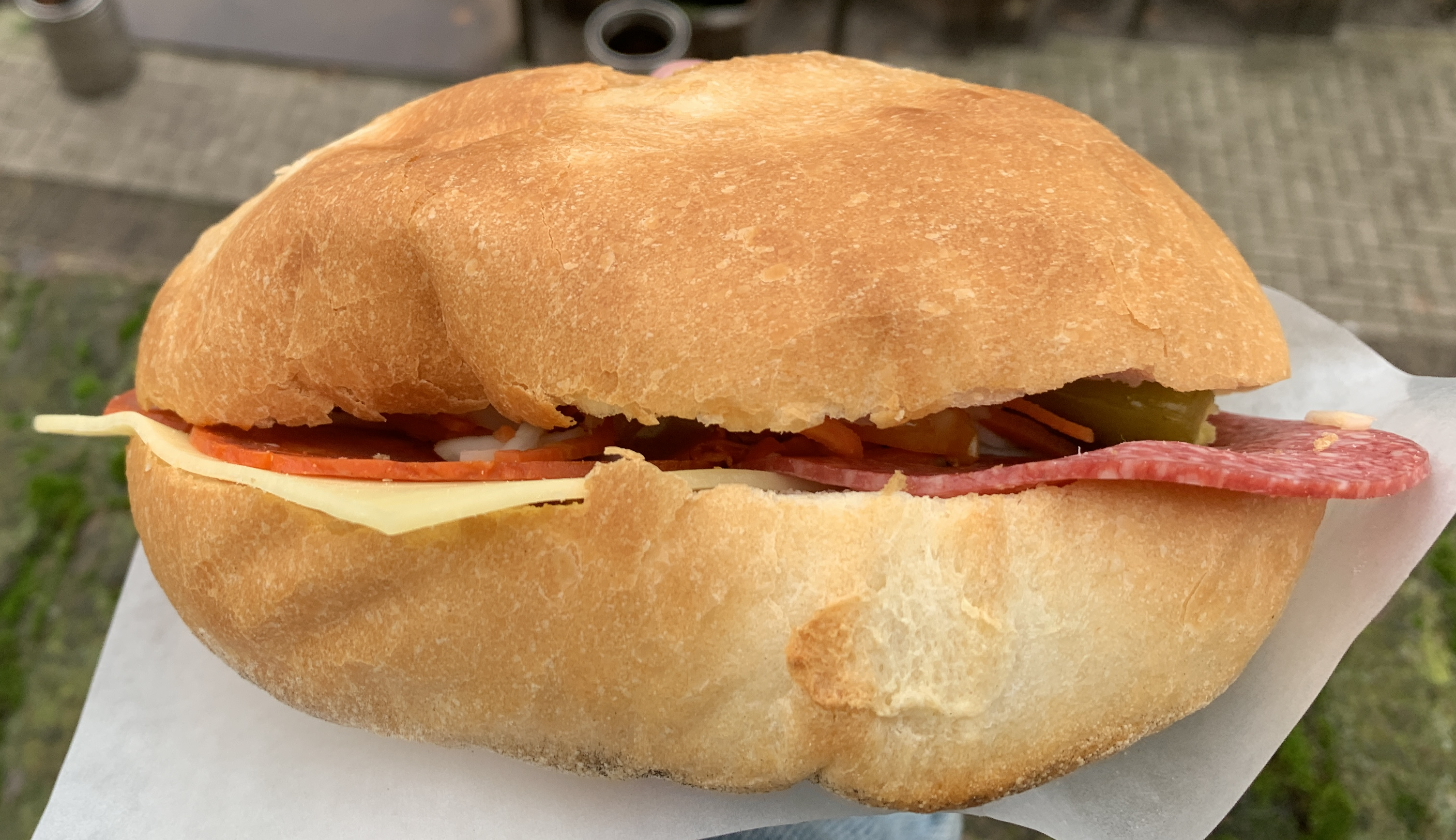
Broodje Mario